# Sándor Popovics (Politiker)

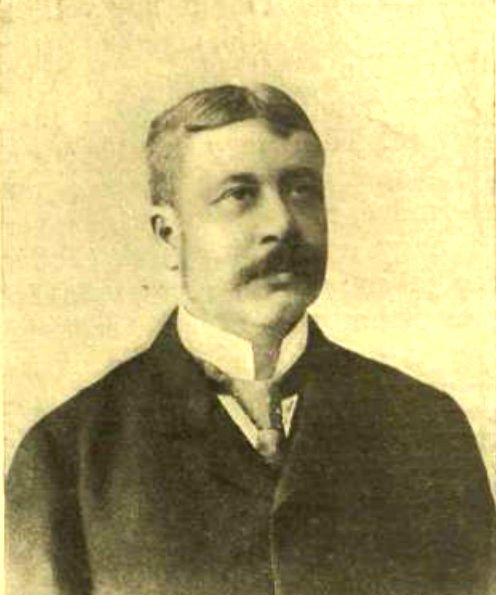
Sándor Popovics (1907)

Sándor Popovics (* 22. Oktober 1862 in Pest; † 15. April 1935 in Budapest) war ein ungarischer Finanzfachmann, Politiker und Finanzminister. Er war Gouverneur der Oesterreichisch-ungarischen Bank, erster Präsident der Ungarischen Nationalbank und zweiter Vorsitzender der Ungarischen Akademie der Wissenschaften.

## Leben
Popovics studierte Jura in Budapest und war ab 1884 beim k.u. Finanzministerium angestellt. Ab 1906 war er Reichstagsabgeordneter der Verfassungspartei (Alkotmánypárt) für den Wahlkreis Pozsony II. Nach seiner Ernennung zum Gouverneur der Oesterreichisch-ungarischen Bank 1909 legte er sein Mandat nieder. Ministerpräsident Sándor Wekerle ernannte ihn am 11. Februar 1918 zum Finanzminister in seinem Kabinett. 
Nach dem Ersten Weltkrieg war Popovics bei den Verhandlungen im Vorfeld des Vertrags von Trianon (1920) Finanzfachmann der ungarischen Friedensdelegation in Neuilly-sur-Seine. 1924 war er einer der Mitbegründer der Ungarischen Nationalbank, dessen erster Präsident er bis zu seinem Tode 1935 war. 1927 wurde er Mitglied des Oberhauses, der ersten Kammer des Ungarischen Parlaments und war 1933/1934 zweiter Vorsitzender der Ungarischen Akademie der Wissenschaften.